# Salomon Heine

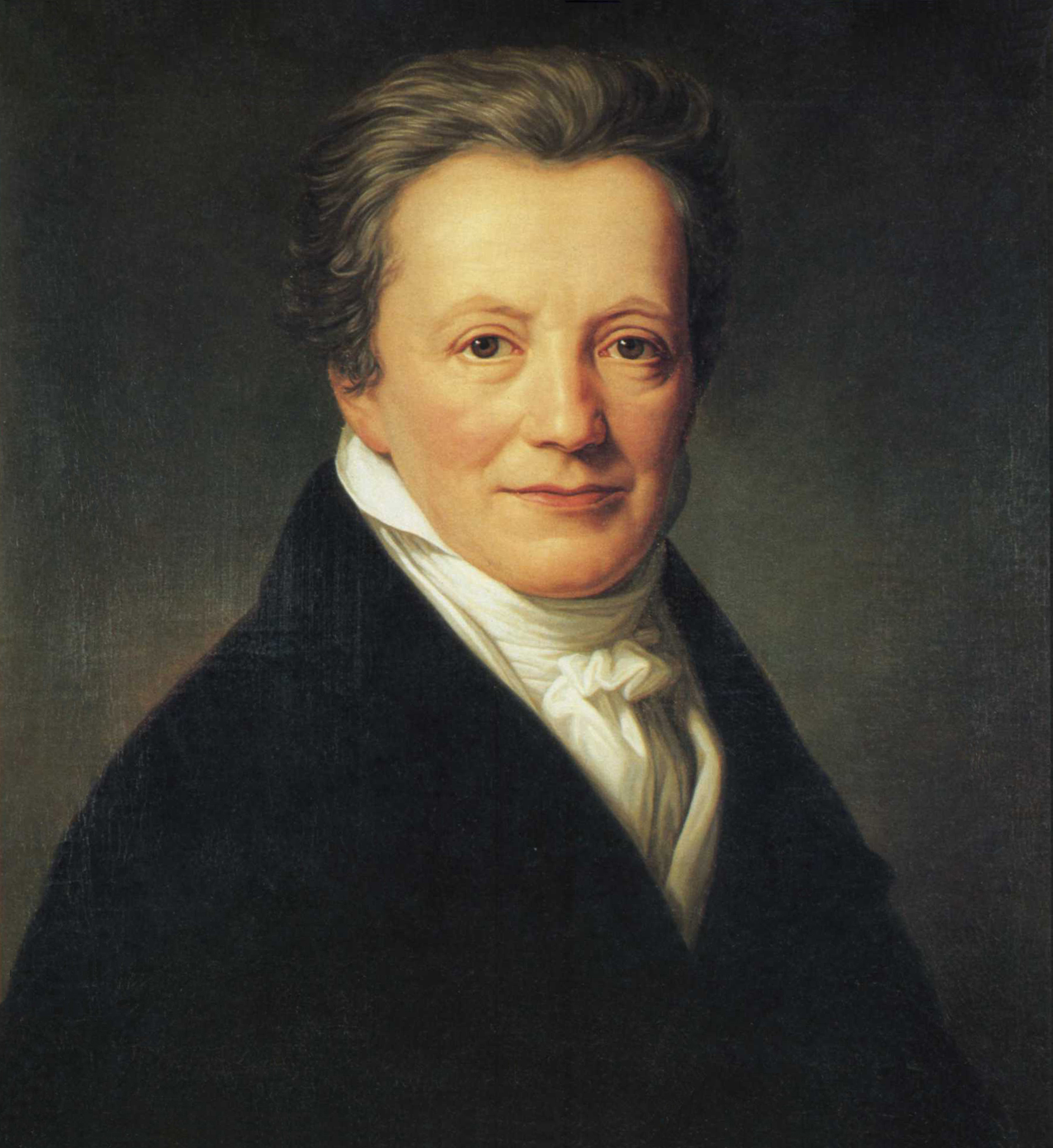
Salomon Heine, porträtt av Friedrich Carl Gröger.

Salomon Heine, född den 19 oktober 1767 i Hannover, död den 23 december1844 i Hamburg, var en tysk bankir och farbror till Heinrich Heine.
Heine erhöll 1784 plats i en växelaffär i Hamburg, började där 1797, tillsammans med Marcus Abrahm Heckscher, bankirrörelse och upprättade 1818 egen affär. Han samlade en betydande förmögenhet samt vann genom redbarhet och affärsskicklighet europeiskt rykte. Han utövade även välgörenhet, i synnerhet mot sina trosförvanter, judarna, och ställde självmant efter den stora branden i Hamburg (maj 1842) en halv miljon mark till statens förfogande.